# Maurice Bedel
André Savignon (n. 30 decembrie 1883, Paris, Franța – d. 15 octombrie 1954, Thuré, Poitou-Charentes, Franța) a fost un jurnalist, eseist  și scriitor francez care a câștigat Premiul Goncourt în 1927.

## Biografie
Doctor în medicină, teza lui Maurice Bedel este dedicată obsesiilor periodice și se îndreaptă spre psihiatrie. A publicat primele sale poezii sub pseudonimul Gabriel Senlis: Le Cahier de Phane. Încoronat cu Premiul Goncourt în 1927 pentru primul său roman Jérôme 60° latitude nord, a fost ales președinte al Société des gens de lettres în 1948.

## Opera
- Le Cahier de Phane (sub pseudonimul Gabriel Senlis) (1913)
- Jérôme 60° latitude nord — premiul Goncourt  (1927)
- Molinoff Indre-et-Loire (1928)
- Philippine (1930)
- Fascisme an VII (1929)
- L'Amour camarade (1931)
- Une Enquête sur l'amour (1932)
- Zulfu (1933)
- Zigzags (1932)
- La Nouvelle Arcadie (1934)
- L'Alouette aux nuages (1935)
- Mémoire sans malice sur les dames d'aujourd'hui (1935)
- La Touraine (1935)
- M. le professeur Jubier (1936)
- Le Laurier d'Apollon (1936)
- Géographie de mille hectares (1937)
- Bengali (1937)
- La France des Français et celle des autres (1937)
- Monsieur Hitler (1937)
- Berthe au grand pied (1943)
- Nicolas Eekman, Introduction à l'Album I (1943)
- Traité du plaisir (1945)
- Destin de la personne humaine (1948)
- Tropiques noirs (1950)
- Le Mariage des couleurs (1951)
- Voyage de Jérôme aux États-Unis d'Amérique (1953)
- Histoire de mille hectares (1953)
- Sur la route de Calcutta (1955)
- Journal de Guerre 1914 — 1918, un premiu Goncourt în marele război, prefațat de Philippe Claudel, adnotări de Jean-Pierre Rioux și Chantal Verdon (2013), éditions Tallandier